# Ayla Kell
Ayla Marie Kell (Los Ángeles, California, 7 de octubre de 1990) es una actriz estadounidense. 
Su pasión desde muy joven fue la danza clásica, por lo que, tras largos años de preparación, fue parte de «El Cascanueces» con el que hizo sus presentaciones en el Teatro Kodak de Hollywood. Otro ámbito en el que se desarrolló, fue el de la actuación, por lo que trabajó en un gran número de anuncios para reconocidas marcas, además de en series y películas.
En 1997, se la vio en el telefilme Get to the Heart: The Barbara Mandrell Story, dirigido por Jerry London.
Dos años más tarde, consiguió su primer papel para la pantalla grande, en El Código Omega, protagonizado por Casper Van Dien y Michael York. En este mismo terreno, tuvo un pequeño papel en el proyecto de Twentieth Century Fox Film Corporation, titulado Rebote y encarnó a Mary en Algo pasa en Hollywood, con la participación de las estrellas, Robert De Niro y Sean Penn.
En el terreno de las series, figuró en los créditos de Malcolm in the Middle, en el capítulo que recibió el nombre de Dewey's Special Class, y tuvo pequeños papeles en la comedia Weeds, Without a Trace, en la que compartió pantalla con Anthony LaPaglia y Poppy Montgomery, Just Jordan y el policial CSI: Miami. También actuó como Payson Keeler en Make It or Break It.

## Filmografía
| Year      | Title                                        | Role                   | Notes                                                    |
| --------- | -------------------------------------------- | ---------------------- | -------------------------------------------------------- |
| 1997      | Get to the Heart: The Barbara Mandrell Story | Young Barbara Mandrell | TV film                                                  |
| 1999      | The Omega Code                               | Maddie Lane            |                                                          |
| 2004      | Malcolm in the Middle                        | Kylie                  | "Dewey's Special Class" (season 5: episode 18)           |
| 2005      | Rebound                                      | Cute Girl/Cheerleader  |                                                          |
| 2005      | Weeds                                        | Chelsea                | "Lude Awakening" (season 1: episode 5)                   |
| 2007      | Without a Trace                              | Young Mia Jones        | "One and Only" (season 5: episode 22)                    |
| 2008      | Just Jordan                                  | Jade                   | "Cool Guys Don't Wear Periwinkle" (season 2: episode 12) |
| 2008      | What Just Happened                           | Mary #1                |                                                          |
| 2008      | CSI: Miami                                   | Chelsea Marsh          | "And How Does That Make You Kill?" (season 7: episode 3) |
| 2009–2012 | Make It or Break It                          | Payson Keeler          | Main role                                                |
| 2011      | Leverage                                     | Olivia Livingston      | "The Queen's Gambit Job" (season 4: episode 10)          |

2015
Rosemont 
Film